# Parche (U-Boot, 1974)
| USS Parche (SSN-683) nach der Modifikation |                           |
| Dienstzeit                                 | USN flagge                |
| Geordert:                                  | 25. Juni 1968             |
| Kiellegung:                                | 10. Dezember 1970         |
| Stapellauf:                                | 13. Januar 1973           |
| Indienststellung:                          | 17. August 1974           |
| Außerdienststellung:                       | 19. Oktober 2004          |
| Status:                                    | Abgebrochen               |
| Technische Daten                           |                           |
| Verdrängung:                               | 7.800 Tonnen getaucht     |
| Länge:                                     | 122,4 m                   |
| Breite:                                    | 9,7 m                     |
| Tiefgang:                                  | 8,9 m                     |
| Antrieb:                                   | Ein S5W-Reaktor           |
| Besatzung:                                 | 12 Offiziere, 95 Matrosen |

Die Parche, Navy-intern: USS Parche (SSN-683), war ein Atom-U-Boot der United States Navy und gehörte der Sturgeon-Klasse an. Ende der 1970er Jahre und ein zweites Mal zehn Jahre später wurde das Boot erheblich modifiziert und für Spezialoperationen ausgerüstet.

## Geschichte
Die Parche wurde 1968 in Auftrag gegeben und Ende 1970 bei Ingalls Shipbuilding auf Kiel gelegt. Stapellauf war 1973, Indienststellung 1974. Bis 1976 diente das Boot in der Atlantik-, danach in der Pazifikflotte.
1978 wurde die Parche für Spezialoperationen umgebaut. 1987–1991 wurde sie in der Mare Island Naval Shipyard noch einmal erheblich modifiziert. Dabei wurde eine 100 Fuß (30 Meter) lange Sektion direkt vor dem Turm eingefügt. Diese Fledermaushöhle genannte Sektion des Rumpfes enthielt unter anderem eine Luke durch den Boden des U-Bootes, durch die Sonden ausgesetzt werden konnten. Die Parche war das dritte auf diese Art und Weise für „Sonderaufgaben“ umgerüstete U-Boot. Die ersten beiden waren die Halibut und die Seawolf. In den 1980er- und 1990er-Jahren führte zudem die Richard B. Russell „Sonderaufgaben“ während den Werftaufenthalten der Parche durch.
Umgebaut wurde die Parche auf Anraten des US-amerikanischen Marinenachrichtendienstes, um im Rahmen des Kalten Krieges ein unterseeisches Kabel in der Barentssee anzuzapfen und die Informationen in die Vereinigten Staaten zu bringen.
2004 wurde die Parche außer Dienst gestellt und in der Puget Sound Naval Shipyard abgebrochen. Für Spezialoperationen wird seitdem die Jimmy Carter der Seawolf-Klasse eingesetzt.

## Auszeichnungen
Während ihrer 30-jährigen Dienstzeit wurde die Parche mit insgesamt neun Presidential Unit Citations ausgezeichnet und ist damit bis heute die höchstdekorierte Einheit der Navy.

## Belege
1. ↑  ASSOCIATED PRESS: New Nuclear Sub Is Said to Have Special Eavesdropping Ability - NYT, 20. Februar 2005
2. ↑  Navy News article reprint USS Parche Dedicates Sail to Museum (Memento vom 23. März 2009 im Internet Archive), PO2 Maebel Tinoko, 29. August 2007 (englisch)